# Nikola Karczewska
Nikola Karczewska (ur. 16 października 1999 w Zielonce) – polska piłkarka, występująca na pozycji napastniczki.
W latach 2017–2018 reprezentantka Polski w piłce nożnej kobiet (U19), od 2019 roku reprezentantka Polski.

## Kariera klubowa

### UKS Ząbkovia Ząbki
Przygodę z piłką nożną rozpoczęła w 2012 roku jako zawodniczka drużyny UKS Ząbkovia Ząbki.

### UKS SMS Łódź
Karierę w profesjonalnej piłce nożnej rozpoczęła w drugoligowej drużynie UKS SMS Łódź. Pod koniec sezonu 2016–17 wraz z klubem awansowała do ekstraligi.

### Górnik Łęczna
W 2019 roku podpisała kontrakt z drużyną ekstraligi Górnikiem Łęczną. Podczas swojego pierwszego sezonu w klubie pomogła klubowi zająć pierwsze miejsce w Ekstralidze i wygrać Puchar Polski Kobiet, a także awansować do Ligi Mistrzyń UEFA.
Podczas 34 występów strzaliła 36 goli.

### FC Fleury 91
W czerwcu 2021 Karczewska podpisała kontrakt z grającą w Division 1 Féminine (najwyższa liga kobieca we Francji) drużyną FC Fleury 91. Pierwszego gola dla klubu strzeliła 25 września 2021 roku w wygranym 1: 0 meczu z ASJ Soyaux-Charente. Pierwszego hat-tricka dla klubu strzeliła w wygranym 4: 2 ligowym meczu z AS Saint-Étienne. W klubie rozegrała 24 występy i strzeliła 10 bramek dla klubu. Zakończyła sezon jako najlepsza strzelczyni klubu i pomogła drużynie zająć najwyższą w historii pozycję: 4. miejsce w Division 1 Féminine.

### Tottenham Hotspur
W lipcu 2022 Karczewska jako pierwsza w historii polskiej, kobiecej piłki nożnej podpisała kontrakt z grającą w Women Super League drużyną Tottenham Hotspur. 24 września 2022 roku zadebiutowała w klubie w meczu ligowym z Arsenalem przegranym 4:0. W sezonie 2023/2024 była wypożyczona do Bayeru 04 Leverkusen.

### AC Milan
W czerwcu 2024 roku ogłoszono jej transfer do AC Milanu. Debiutanckiego gola strzeliła w sierpniu 2024 roku w meczu z Newcastle United.

## Reprezentacja
Karczewska grała w latach 2017–2018 grała w reprezentancji Polski w piłce nożnej kobiet (U19).
Po raz pierwszy wystąpiła w reprezentacji Polski kobiet w przegranym 1:0 ze Słowacją 14 czerwca 2019 roku.
Pierwszego gola dla reprezentacji strzeliła 7 kwietnia 2022 w meczu Polski przeciwko Armenii w ramach eliminacji do mistrzostw świata. Ostatecznie w spotkaniu strzeliła sześć goli, a Polska wygrała 12:0.

## Statystyki

### Klubowe
Zaktualizowano 17 lipca 2025 roku. Na podstawie: .
| Klub                       | Sezon   | Liga              | Liga  | Liga | Puchar kraju | Puchar kraju | Puchar Ligi Kobiet | Puchar Ligi Kobiet | Kontynentalne | Kontynentalne | Łącznie | Łącznie |
| Klub                       | Sezon   | Division          | Wyst. | Gole | Wyst.        | Gole         | Wyst.              | Gole               | Wyst.         | Gole          | Wyst.   | Goals   |
| -------------------------- | ------- | ----------------- | ----- | ---- | ------------ | ------------ | ------------------ | ------------------ | ------------- | ------------- | ------- | ------- |
| Górnik Łęczna              | 2019–20 | Ekstraliga        | 12    | 13   | 4            | 1            | —                  | —                  | 3             | 3             | 19      | 17      |
| Górnik Łęczna              | 2020–21 | Ekstraliga        | 22    | 23   | 4            | 3            | —                  | —                  | 4             | 1             | 30      | 27      |
| Górnik Łęczna              | Total   | Total             | 34    | 36   | —            | —            | —                  | —                  | 7             | 4             | 49      | 44      |
| FC Fleury 91               | 2021–22 | D1 Féminine       | 21    | 10   | 3            | 0            | —                  | —                  | —             | —             | 24      | 10      |
| Tottenham Hotspur          | 2022–23 | WSL               | 14    | 2    | 2            | 0            | 3                  | 2                  | —             | —             | 19      | 4       |
| Bayer 04 Leverkusen (wyp.) | 2023–24 | Frauen-Bundesliga | 20    | 10   | 2            | 3            | —                  | —                  | —             | —             | 22      | 13      |
| AC Milan                   | 2024–25 | Serie A           | 20    | 4    | 0            | 0            | —                  | —                  | —             | —             | 20      | 4       |
| Łącznie                    | Łącznie | Łącznie           | 109   | 62   | 15           | 7            | 3                  | 2                  | 7             | 4             | 134     | 75      |

### Reprezentacja
Zaktualizowano 17 lipca 2025 roku. Na podstawie: 
| Drużyna | Rok     | Wyst. | Gole |
| ------- | ------- | ----- | ---- |
| Polska  | 2019    | 3     | 0    |
| Polska  | 2020    | 1     | 0    |
| Polska  | 2021    | 7     | 0    |
| Polska  | 2022    | 9     | 8    |
| Polska  | 2023    | 1     | 0    |
| Polska  | 2024    | 3     | 0    |
| Łącznie | Łącznie | 20    | 8    |

### Gole w reprezentacji
| L.p. | Data                | Miejsce                                                  | Przeciwnik | Score | Result | Competition                                                 |
| ---- | ------------------- | -------------------------------------------------------- | ---------- | ----- | ------ | ----------------------------------------------------------- |
| 1.   | 7 kwietnia 2022     | Stadion Miejski, Gdynia, Poland                          | Armenia    | 1–0   | 12–0   | Eliminacje do Mistrzostwa Świata w Piłce Nożnej Kobiet 2023 |
| 2.   | 7 kwietnia 2022     | Stadion Miejski, Gdynia, Poland                          | Armenia    | 3–0   | 12–0   | Eliminacje do Mistrzostwa Świata w Piłce Nożnej Kobiet 2023 |
| 3.   | 7 kwietnia 2022     | Stadion Miejski, Gdynia, Poland                          | Armenia    | 4–0   | 12–0   | Eliminacje do Mistrzostwa Świata w Piłce Nożnej Kobiet 2023 |
| 4.   | 7 kwietnia 2022     | Stadion Miejski, Gdynia, Poland                          | Armenia    | 7–0   | 12–0   | Eliminacje do Mistrzostwa Świata w Piłce Nożnej Kobiet 2023 |
| 5.   | 7 kwietnia 2022     | Stadion Miejski, Gdynia, Poland                          | Armenia    | 8–0   | 12–0   | Eliminacje do Mistrzostwa Świata w Piłce Nożnej Kobiet 2023 |
| 6.   | 7 kwietnia 2022     | Stadion Miejski, Gdynia, Poland                          | Armenia    | 12–0  | 12–0   | Eliminacje do Mistrzostwa Świata w Piłce Nożnej Kobiet 2023 |
| 7.   | 12 kwietnia 2022    | Ullevaal Stadion, Oslo, Norway                           | Norwegia   | 1–2   | 1–2    | Eliminacje do Mistrzostwa Świata w Piłce Nożnej Kobiet 2023 |
| 8.   | 6 października 2022 | Estadio Municipal de Chapín, Jerez de la Frontera, Spain | Maroko     | 4–0   | 4–0    | Towarzyski                                                  |

## Kariera medialna
Na czas Mistrzostw Świata w Piłce Nożnej Kobiet 2023, rozgrywanych w Australii i Nowej Zelandii, w dniach od 20 lipca do 20 sierpnia, dołączyła do zespołu komentatorskiego i eksperckiego Viaplay Polska, który posiada wyłączne prawa do transmisji tej imprezy na terenie Polski.